# Popillia gerialis
Popillia gerialis är en skalbaggsart som beskrevs av Ohaus 1925. Popillia gerialis ingår i släktet Popillia och familjen Rutelidae. Inga underarter finns listade i Catalogue of Life.